# Syndrome de la Kundalinî
 (juillet 2012).
Le syndrome de Kundalinî, ou montée de kundalinî, est un ensemble de perceptions sensorielles, motrices, mentales et affectives associées au concept de la Kundalinî. Il a été rapporté principalement par des personnes ayant vécu une expérience de mort imminente,, ou par des pratiquants de pratiques spirituelles asiatiques,. Le terme de syndrome de Kundalini a été utilisé comme catégorie de discussion par les écoles de psychologie transpersonnelle et les études de mort imminente. Le phénomène est parfois appelé "Kundalini-syndrome",, the "syndrome Physio-Kundalini",,, ou simplement appelé syndrome,. D'autres chercheurs, sans utiliser le terme "syndrome", ont aussi fait de ce phénomène une catégorie clinique,, ou une symptomatologie reconnaissable.
On pense que l'apparition de cette symptomatologie est reliée aux expériences de mort imminente,,, ou aux pratiques contemplatives ou spirituelles intensives, telle que pratiquées par quelques écoles de méditation et de yoga,,,,. D'autres facteurs peuvent déclencher ces symptômes, parmi lesquels un large nombre de crises ou expériences personnelles intenses. Selon les auteurs de psychologie transpersonnelle, le processus n'est pas toujours soudain et dramatique, mais peut démarrer doucement et s'accroître graduellement en intensité au fil du temps. Si les symptômes apparaissent d'une manière intense déstabilisant le sujet, le processus est usuellement interprété comme une crise spirituelle.

## Terminologie
Les commentateurs semblent utiliser des termes différents pour décrire la symptomatologie. Ces termes sont similaires au terme syndrome de Kundalini, mais ne sont pas tout à fait synonymes. Cependant, ils semblent tous décrire, plus ou moins, le même phénomène ou les mêmes caractéristiques principales de la symptomatologie.
Les termes «syndrome de Kundalini» ou «syndrome de Physio-Kundalini», ou les références à un «syndrome», sont surtout utilisés par les auteurs dans le domaine des études de mort imminente,,, mais aussi par des auteurs dans les domaines de la psychologie transpersonnelle, Psychologie, et de la santé mentale/psychiatrie.
La terminologie du «syndrome» semble avoir un rapport plus étroit avec le langage de la médecine et de la statistique que les autres terminologies. La terminologie du «syndrome» est également la base principale de deux instruments de mesure développés par des chercheurs spécialisés dans le domaine de la mort imminente : L'échelle de Kundalini et l'indice du syndrome de Kundalini.
D'autres termes, comme «éveil de la Kundalini», sont utilisés par la psychologie transpersonnelle,,,, mais aussi par des auteurs représentant les domaines de la psychologie transpersonnelle et des études de mort imminente. Ce terme semble avoir un rapport plus étroit avec le langage de l'hindouisme, et la tradition yogique, que la terminologie de «syndrome». Greyson est l'un des auteurs qui utilisent à la fois la terminologie de «syndrome», et la terminologie de l'«éveil».
Scotton  utilise un terme appelé «expériences difficiles de la kundalini», lorsqu'il parle des aspects cliniques du phénomène. Dans l'ensemble, il semble préférer le terme «expérience de la Kundalini», mais il utilise également la terminologie de "l'éveil". Parmi les autres commentateurs qui utilisent le terme «expérience de la Kundalini», citons Thalbourne. Dans son article de 1993, Greyson passe en revue de nombreuses discussions sur la symptomatologie de la Kundalini. Dans cette revue, il cite et utilise de nombreux termes similaires associés à la symptomatologie de la Kundalini, tels que «activation de la kundalini», «éveil de la kundalini», «phénomènes de la kundalini», «activité de la kundalini» et «éveil de la kundalini». Sanches & Daniels, bien que préférant le terme «éveil de la kundalini», ils utilisent également le terme «éveil de la kundalini» dans leur discussion sur le phénomène. Grabovac & Ganesan  utilisent le terme «épisodes de Kundalini» dans leur article sur La spiritualité et la religion dans la formation des résidents en psychiatrie au Canada.

## Débat académique et clinique
Le phénomène de la Kundalini, en tant que sujet de discussion clinique et académique, est mentionné dans quelques revues académiques de premier plan, notamment Psychological Reports, Mental Health, Religion & Culture, The Journal of Nervous and Mental Disease et The Psychiatric Clinics of North America. Il y a également une brève mention dans The Canadian Journal of Psychiatry. D'autres publications, moins connues, ont publié des articles sur le sujet, notamment The Journal of Transpersonal Psychology, The Humanistic Psychologist et The Journal of Near-Death Studies. En outre, le phénomène est abordé dans plusieurs livres indépendants associés au domaine transpersonnel.
Une publication plus marginale, mais historiquement significative par rapport au sujet traité, a été le premier travail de fond du commentateur Lee Sannella. Dans le livre The Kundalini Experience (publié pour la première fois en 1976), il a été aussi capable de regrouper les symptômes en catégories, que Kason a reprises avec quelques modifications. Pour Sannella, les indications consistent en des phénomènes moteurs - automutilation, respiration inhabituelle et paralysie ; des phénomènes sensoriels - chatouillements, sensations de chaud et de froid, lumières ou visions intérieures et sons intérieurs ; des phénomènes interprétatifs - émotions, distorsions de la pensée, détachement, dissociation et sentiment d'unité ; et des phénomènes non physiologiques - expériences extracorporelles et perceptions psychiques. Selon la théorie transpersonnelle, l'éveil de ces énergies est « accompagné d'altérations de la physiologie et de la conscience comprises en termes du système chakra hindou. » La connaissance de la carte des chakras peut donc être utile pour l'interprétation des symptômes.
Les commentateurs mentionnent les dangers, ou les difficultés psychologiques, associés à une pratique intense ou excessive des disciplines spirituelles,. Selon les auteurs du domaine, de telles pratiques peuvent, dans des cas malheureux, déclencher la symptomatologie de la kundalini, et conduire à des états de crise spirituelle. Greyson note que la culture occidentale contemporaine est mal équipée pour faire face aux signes d'activité de la kundalini. Par conséquent, une telle activité pourrait entraîner des perturbations majeures dans le fonctionnement social et psychologique des personnes présentant les symptômes de la kundalini. Selon Greyson, de telles perturbations sont souvent confondues avec des troubles psychotiques.
Dans le livre The Stormy Search for the Self, Stanislav Grof, dont l'épouse Christina a vécu l'expérience de shaktipat, a mis en évidence des niveaux d'énergie accrus, des tremblements, des souvenirs de traumatismes, des émotions extrêmes, des sons intérieurs, des visions, une excitation sexuelle et des difficultés à contrôler les comportements. Ils ont recommandé à toute personne ayant ces expériences de se faire examiner par un clinicien connaissant la kundalini en raison de la similitude entre ces symptômes et les indications de problèmes psychiatriques et médicaux. La plausibilité biologique des pratiques méditatives et du Yoga provoquant une maladie psychotique aiguë a été suggérée par un psychiatre comme étant liée à des altérations des paramètres neurophysiologiques, tels que la P300, qui peuvent être utilisés pour prescrire ou proscrire des pratiques yogiques et méditatives à certaines personnes.
Greyson  et Scotton soulignent tous deux l'importance de différencier les phénomènes de Kundalini d'une part, et les maladies mentales ou la psychopathologie d'autre part. En conséquence des résultats de la recherche, Greyson trouve un appui à l'affirmation selon laquelle le phénomène de la kundalini peut être compris comme une force non pathologique. Il implique également que le phénomène de la kundalini n'est pas courant dans les maladies mentales, et qu'il devrait être possible de différencier ce phénomène de la maladie mentale. Selon Scotton, Les symptômes de la kundalini peuvent ou non être associés à la psychopathologie, mais ne sont réductibles à aucune psychopathologie. Il pense qu'il est important de différencier les signes de Kundalini des symptômes de pathologie, et de ne pas soumettre les signes de kundalini à un diagnostic pathologique. Il note également  que le traitement psychiatrique occidental classique n'est peut-être pas l'approche la plus appropriée de la symptomatologie de la Kundalini. Il mentionne quelques circonstances (impliquant principalement des idées psychotiques) où il trouve qu'un traitement médicamenteux est approprié, mais il préfère traiter les épisodes de kundalini avec le moins d'intervention physiologique, et une intervention médicamenteuse, autant que possible.
D'autre part, Sovatsky pense qu'il est important de différencier la kundalini comme terme énergétique yogique (et comme marqueur de l'éveil de la kundalini) et les symptômes de différents processus préliminaires yogiques ou déséquilibres praniques. Selon ce point de vue, de nombreux phénomènes de kundalini rapportés peuvent plutôt être des signes de l'état énergétique précurseur du pranotthana. La différence entre le pranotthana et la kundalini est également remarquée par d'autres commentateurs, tels que Bynum. Une observation similaire est également mentionnée par Greyson, qui fait référence à des commentateurs qui pensent que la symptomatologie de la kundalini est un effet moins profond de la bioénergie ou du prana. Sovatsky note également que : 
La kundalini est devenue un mot d'accroche à ce moment précoce de son entrée dans la culture américaine... et attire ceux qui ont des plaintes neurologiques/psychiatriques chroniques non spécifiées à la recherche d'une explication pour leurs symptômes ; l'utilisation dans l'Ouest des expériences problématiques de la kundalini de Gopi Krishna donnent à la notion d'éveil une réputation plus dangereuse qu'elle ne l'est.

## Syndrome physio-kundalinî de Bentov
La plupart des praticiens de santé occidentaux familiers du concept de Kundalini ont obtenu leurs connaissances via les théories du syndrome physio-kundalini de Ithzak Bentov ainsi qu'à travers leur élaboration par le psychiatre et ophtalmologiste Lee Sannella, en terminologie médicale.
Le syndrome de phsyio-kundalini de Bentov permet de déterminer un nombre de symptômes plus courants chez les personnes ayant connu une expérience de mort imminente que chez les patients en psychiatrie : parmi ces phénomènes figurent des sensations orgasmiques, une progression anatomique interne des sensations, des bruits ou voix internes, des lumières ou couleurs internes, le fait de se voir soi-même à distance, ainsi que des sensations positives sans raison apparente.
Divers phénomènes, tels que le fait d'adopter des positions étranges, se retrouver bloqué dans une certaine position, des changements respiratoires, des mouvements ou sensations involontaires, des changements inexpliqués dans le processus de pensée, ou des sensations négatives sans raison apparentes, et le fait de se ressentir comme plus large que la taille du corps, sont communs entre les personnes ayant connu une expérience de mort imminente et les patients en psychiatrie.

## Éveil de la Kundalinî

### Expérience de mort imminente
Margot Grey souligne la différence entre les symptômes principaux de l'éveil de la Kundalini et l'expérience de mort imminente. Elle conclut que les mêmes phénomènes adviennent au niveau physiologique, étant la manifestation de la même tendance évolutive.
Selon Gene Kieffer, on rencontre les mêmes manifestations physiologiques dans l'éveil de la Kundalini et dans les expériences de mort imminente.

### Psychose
Dans leurs premiers travaux, Gopi Krishna et Bentov ont tous deux notés la similarité entre l'éveil de la Kundalini dans ses premières étapes (ou sinon dirigé) et l'état de psychose. Quelques années après, Kason a créé des critères de distinction entre crise spirituelle et psychose. Dans cette dernière par exemple, une personne est confrontée à des sensations, alors que dans la psychose le sujet est écrasé par elles.
Gene Kieffer a suggéré que le corps pouvait manifester un effort afin de diriger toute son énergie restante vers le cerveau, pouvant occasionner des visions.

### Problèmes
Greenwell a suggéré qu'un éveil soudain de la Kundalini chez des personnes avec de faibles limites egotiques, ou une perturbation énergétique, pouvait précipiter l'émergence de phénomènes de psychose.